# Lac Le Roy
Der Lac Le Roy ist ein See in Nunavik im Norden der Verwaltungsregion Nord-du-Québec in der kanadischen Provinz Québec.

## Lage
Der Lac Le Roy liegt etwa 125 km östlich der Hudson Bay im nordwestlichen Teil der Labrador-Halbinsel. Er liegt im Bereich des Kanadischen Schilds auf einer Höhe von 153 m. Der See wird durch eine großflächige, nach Norden gerichtete Halbinsel in einen östlichen und westlichen Seeteil gegliedert. Der Lac Le Roy hat eine Fläche von 130 km². Er hat eine Längsausdehnung von 39 km, die Breite beträgt 11 km. Der Lac Le Roy wird vom Fluss Rivière Innuksuac in westlicher Richtung durchflossen.